# Ronaille Calheira
Ronaille Calheira (Itabuna, Estado de Bahía, 13 de marzo de 1984) es un exfutbolista brasileño. Jugaba como delantero centro.

## Trayectoria
Debutó en el 2004 en el Colo-Colo de Ilhéus, equipo con el cual campeonó en el Campeonato Baiano de Brasil en el 2006. En el 2008 llegó al Deportes Quindío y luego a Sport Áncash, equipo con el cual participó en la Copa Sudamericana 2008 y en la cual anotó su primer gol internacional contra el Ñublense chileno. Además fue el goleador del Torneo Clausura 2008. En febrero de 2009 fue transferido a Universitario de Deportes por toda una temporada . Su debut oficial con Universitario se produjo el 11 de febrero de 2009 en Paraguay frente a Libertad por un partido de la Copa Libertadores 2009, el cual finalizó con un marcador a favor de los gumarelos (2-1). Calheira ingresó con el número 18 en reemplazo de Juan Manuel Perillo. Con el club merengue jugó 25 partidos anotando 4 goles no llegando a cumplir con todas las expectativas, a pesar de aquello fue campeón nacional. 
Para la temporada 2010, es contratado por el recién ascendido León de Huánuco, con el cual logró el mayor puntaje de la serie par y por lo tanto llegar a la final del Campeonato Descentralizado 2010. Sin embargo, el campeonato se lo llevó la Universidad San Martín. Además, se logró la clasificación a la Copa Libertadores 2011, en la mejor campaña de la historia del León. Calheira fue la segunda carta de gol del equipo, junto a Luis Perea. A inicios de 2011, Calheira no se presentó a la pretemporada del León debido al retraso que tuvo en Grecia, país donde se estuvo probando, por lo cual quedó fuera del equipo. El 29 de enero fue fichado por el América de Cali de la Categoría Primera A de Colombia. Tras no tener muchas oportunidades en el equipo fue cedido al Atlético Huila para el segundo semestre de la temporada.
En enero del 2012 es cedido nuevamente pero esta vez al club The Strongest de Bolivia donde disputó la Copa Libertadores 2012. Luego de varios días de negociaciones, el 1 de marzo del 2012 el club dueño de su pase lo transfiere al Yanbian Baekdu Tigers de China firmando un contrato de 3 años y medio. Tras finalizar el primer semestre sin muchas oportunidades en su nuevo club decide rescindir contrato por mutuo acuerdo quedando en libertad, regresó al Perú con León de Huánuco y en 2013 es transferido al modesto Salgueiro Atlético Clube del Campeonato Pernambucano. En 2013 fue traspasado al Tarxien Rainbows maltés. A principios de 2014 fue comprado por el C. D. Águila de la Primera División de El Salvador donde estuvo por 2 temporadas.
Jugó 2 años por el Sport Ancash, donde fue la máxima figura. Sin embargo, a finales del 2017 descendió con el club a Copa Perú, tras esto el 2018 llega a Deportivo Hualgayoc donde llega a ubicarse cerca a los 5 primeros, sin embargo su club fue excluido de participar en la Ronda Eliminatoria por incumplimientos de pago, descendiendo directamente a Copa Perú.
Tras quedar libre a mediados del 2019 llega a Cultural Santa Rosa donde tendría un buen debut donde su equipo perdía por 0-1 ante Los Caimanes, gracias a su dos goles logró iniciar una remontada final de 3-1.

## Clubes
| Club                      | País                 | Año         |
| ------------------------- | -------------------- | ----------- |
| Colo-Colo                 | Brasil               | 2004 - 2006 |
| Yeovil Town               | Inglaterra           | 2006        |
| Feirense                  | Portugal             | 2007        |
| Guaraní                   | Paraguay             | 2007        |
| Deportes Quindío          | Colombia             | 2008        |
| Sport Áncash              | Perú                 | 2008        |
| Universitario de Deportes | Perú                 | 2009        |
| León de Huánuco           | Perú                 | 2010        |
| América de Cali           | Colombia             | 2011        |
| Atlético Huila            | Colombia             | 2011        |
| The Strongest             | Bolivia              | 2012        |
| Yanbian Baekdu Tigers     | China                | 2012        |
| León de Huánuco           | Perú                 | 2012        |
| Salgueiro                 | Brasil               | 2013        |
| Tarxien Rainbows          | Malta                | 2013        |
| GAIS                      | Suecia               | 2014        |
| C. D. Águila              | El Salvador          | 2014        |
| Atlético San Cristóbal    | República Dominicana | 2015        |
| KF Bylis Ballsh           | Albania              | 2015        |
| UE Sant Julia             | Andorra              | 2016        |
| Sport Áncash              | Perú                 | 2016 - 2017 |
| Kaizer Chiefs             | Sudáfrica            | 2017        |
| Santa Gema                | Panamá               | 2018        |
| Deportivo Hualgayoc       | Perú                 | 2018        |
| Cultural Santa Rosa       | Perú                 | 2019 - 2020 |
| Real Estelí               | Nicaragua            | 2021        |
| CF Tecnofutbol            | España               | 2021        |
| South China               | Hong Kong            | 2021        |
| SV Dakota                 | Aruba                | 2022        |
| Miami Dade                | Estados Unidos       | 2022        |
| UD Alta Lisboa            | Portugal             | 2022        |
| Plácido de Castro         | Brasil               | 2023        |
| Atlético Acreano          | Brasil               | 2023        |

## Palmarés

### Campeonatos nacionales
| Título                    | Club                      | País    | Año  |
| ------------------------- | ------------------------- | ------- | ---- |
| Campeonato Baiano         | Colo-Colo                 | Brasil  | 2006 |
| Primera División del Perú | Universitario de Deportes | Perú    | 2009 |
| Torneo Clausura           | The Strongest             | Bolivia | 2012 |